# Nilothauma mirabile
Nilothauma mirabile är en tvåvingeart som först beskrevs av Henry Keith Townes, Jr. 1945.  Nilothauma mirabile ingår i släktet Nilothauma och familjen fjädermyggor. Inga underarter finns listade i Catalogue of Life.